# Тедальд (граф Каноссы)
Тедальд (итал. Tedaldo di Canossa; ок. 960—1012) — граф Бреши с 975 года, Модены, Феррары и Реджо с 981 года, Мантуи с 1006 года. Сын графа Каноссы Адальберта Аццо.
Как и отец, Тедальд был преданным сторонником германских императоров.
В 1004 году вместе с Генрихом II Святым выступил против претендента на трон короля Италии Ардуина Иврейского, и тот был разбит в битве.
В 1007 году основал бенедиктинский монастырь Святого Бенедикта в Полироне.
Жена — Вилла, возможно, дочь Губерта Сполетского, внебрачного сына короля Италии Гуго Арльского. Сыновья:
- Бонифаций (ок. 985—1052), маркграф Тосканы
- Тедальд (ум. 1036), епископ Ареццо
- Конрад, убит 13 июля 1021.